# Indexação por Semântica Latente
A Indexação por Semântica Latente, conhecida como LSI, do inglês Latent Semantic Indexing, é uma forma de redução de dimensionalidade aplicada a matriz de termo documentos de um sistema de recuperação da informação ou de mineração de texto.
Ela é feita por meio do algoritmo SVD, Decomposição em valores singulares, onde após obtida a matriz de valores singulares, é feito um corte na matrizes, obtendo-se uma matriz menor e muito mais densa.